# Ачинск (городской округ)
Город Ачинск —  муниципальное образование и  административно-территориальная единица  в Красноярском крае России.
Административный центр — Ачинск
С точки зрения административно-территориального устройства является административно-территориальной единицей краевым городом. С точки зрения муниципального устройства образует муниципальное образование со статусом городского округа.

## История
Границы установлены Законом Красноярского края от 24.04.1997 № 13-488 "Об утверждении границ г. Ачинска Красноярского края"
Статусом городского округа наделён Законом Красноярского края от 25.02.2005 № 13-3125 "Об наделении муниципального образования город Ачинск статусом городского округа"

## Население
| 1970     | 1979     | 1989     | 2002     | 2009     | 2010     | 2012     |
| -------- | -------- | -------- | -------- | -------- | -------- | -------- |
| 101 752  | ↗120 679 | ↗123 210 | ↘120 070 | ↘111 621 | ↘110 448 | ↘109 589 |
| 2013     | 2014     | 2015     | 2016     | 2017     | 2018     | 2019     |
| ↘108 869 | ↘107 787 | ↘107 302 | ↘106 626 | ↘106 525 | ↗106 531 | ↘106 373 |
| 2020     | 2021     | 2024     | 2025     |          |          |          |
| ↗106 798 | ↘102 072 | ↘101 043 | ↘100 380 |          |          |          |

## Населённые пункты
В состав городского округа и краевого города входят 2 населённых пункта:
| № |            |                               | Население |
| - | ---------- | ----------------------------- | --------- |
| 1 | Ачинск     | город, административный центр | ↘99 048   |
| 2 | Мазульский | городской поселок             | ↗1451     |

## Местное самоуправление
Ачинский городской Совет депутатов
Дата формирования: 13.09.2020. Срок полномочий: 5 лет
Председатель
Никитин Сергей Николаевич
Глава города Ачинска
- Титенков Игорь Петрович. Дата избрания: 22.06.2022. Срок полномочий: пять лет.